# 马尔哈斯·阿莫扬
马尔哈斯·宾巴希·阿莫扬（1999年1月22日—），亚美尼亚男子摔跤运动员，2021年世界摔跤锦标赛男子古典式72公斤级金牌得主、2022年世界摔跤锦标赛男子古典式77公斤级铜牌得主、2023年世界摔跤锦标赛男子古典式77公斤级铜牌得主、2024年夏季奥林匹克运动会男子古典式77公斤级铜牌得主。